# People Are Good
People Are Good è un singolo del gruppo musicale britannico Depeche Mode, pubblicato il 5 aprile 2024 come settimo estratto dal quindicesimo album in studio Memento mori.

## Tracce
Testi e musiche di Martin L. Gore.
1. People Are Good (AC Fool Mix) – 6:45
2. People Are Good (Ludwig A.F. Heaven Help Us Mix) – 3:43
3. People Are Good (Depeche Mode v SiGNL: The Good People's Mix) – 6:52
4. People Are Good (Obskür Remix) – 4:13
5. People Are Good (Indira Paganotto Twilight Remix) – 8:57

## Formazione
Hanno partecipato alle registrazioni, secondo le note di copertina di Memento mori:
Gruppo
- Dave Gahan – voce principale
- Martin Gore – strumentazione, voce

Altri musicisti
- Marta Salogni – programmazione aggiuntiva
- James Ford – sintetizzatore, programmazione, pianoforte, chitarra, basso e pedal steel guitar aggiuntivi, batteria, percussioni
- Davide Rossi – arrangiamento strumenti ad arco, violino, violoncello
- Luanne Homzy – violino
- Desiree Hazley – violino

Produzione
- James Ford – produzione
- Marta Salogni – ingegneria del suono, missaggio
- Gregg White – assistenza tecnica (Shangri-La)
- Adrian Hierholzer – registrazione aggiuntiva della voce (Blanco Studio)
- Francine Perry – assistenza al missaggio
- Grace Banks – assistenza al missaggio
- Matt Colton – mastering